# Santa Rosa del Isiboro
Santa Rosa del Isiboro es una localidad y aldea de la región central de Bolivia, ubicada dentro del municipio de Villa Tunari, dentro de la provincia del Chapare, en el departamento de Cochabamba. Esta dentro del Territorio indígena y parque nacional Isiboro-Sécure, pero no es una comunidad indígena.